# Брандт, Роберт
Роберт Брандт (фин. Robert Brandt; род. 21 октября 1982, Хельсинки) — финский спортсмен-конькобежец. Участник чемпионатов мира и Европы. Бронзовый призёр чемпионата мира среди юношей. Двукратный чемпион Финляндии (2003 и 2004), многократный призёр чемпионатов Финляндии.